# Baugy (Saône-et-Loire)
Baugy é uma comuna francesa na região administrativa de Borgonha-Franco-Condado, no departamento Saône-et-Loire. Estende-se por uma área de 12,72 km². Em 2010 a comuna tinha 522 habitantes (densidade: 41 hab./km²).